# Comté de Carroll (Iowa)
Pour les articles homonymes, voir Comté de Carroll.
Le comté de Carroll est un comté de l'État de l'Iowa, aux États-Unis.